# Walter Siegmeister
Walter Siegmeister (1901 – 10 settembre 1965) è stato uno scrittore statunitense.
È meglio conosciuto con lo pseudonimo di Raymond W. Bernard, con cui ha firmato libri di medicina alternativa, esoterismo e ufologia.

## Biografia
Siegmeister nacque a New York da una famiglia di ebrei russi; il padre era un chirurgo e il fratello era il musicista e compositore Elie Siegmeister.
Walter Siegmeister si laureò alla Columbia University. Nel 1932, conseguì il Ph.D. in scienze dell'educazione all'Università di New York.
Nel 1933 si trasferì in Florida, dove cominciò a scrivere su argomenti di dietetica e medicina alternativa con lo pseudonimo di Raymond W. Bernard. In seguito alla morte del padre, che aveva lasciato un'assicurazione sulla vita, poteva contare su un assegno mensile inviatogli dalla madre, grazie a cui poteva vivere, viaggiare e pubblicare i suoi scritti. Siegmeister fu influenzato dagli scritti di Alexis Carrel, George R. Clements e Theos Bernard e cominciò ad interessarsi di spiritualità, esoterismo, antichi misteri e personaggi storici connessi con le religioni. In seguito iniziò a concepire l'utopia riguardante la creazione di una perfetta comunità umana libera dalle influenze corrotte della moderna civiltà.
Dopo avere avviato senza successo una società di affari con George R. Clements, nel 1941 Siegmeister si trasferì in Ecuador, dove incontrò John Wierlo (Johnny Lowewisdom). I due fecero progetti per la creazione nella giungla ecuadoriana di una comunità basata sulle loro idee utopiche. Tra loro emersero tuttavia diversità di vedute, perché Siegmeister voleva dare origine ad una razza superiore, mentre Wierlo voleva creare solo "una comunità di santi".
A seguito dei disaccordi con Wierlo, Siegmeister ritornò negli USA, dove continuò a scrivere libri sulla salute sotto lo pseudonimo di Robert Raymond. Successivamente tornò in Sud America, dove cominciò a pubblicare i suoi libri sulla salute con lo pseudonimo di Uriel Adriana.
Nel 1955, a seguito della morte della madre, ricevette la sua parte di eredità e si trasferì in Brasile, con l'idea di comprare un terreno per creare la sua comunità utopica. Siegmeister cominciò ad interessarsi del pericolo di fallout nucleare a seguito di una guerra atomica e cominciò ad effettuare ricerche per trovare i luoghi più sicuri della Terra al riparo dal pericolo delle radiazioni. A seguito delle sue frequentazioni di ambienti esoterici, allargò i suoi interessi ai miti di Atlantide e Agarthi e agli UFO.
Nel 1964 riuscì a trovare a New York un editore che sotto lo pseudonimo di Raymond W. Bernard pubblicò il suo libro The Hollow Hearth, che aveva come argomento la teoria della Terra cava.
Siegmeister morì di polmonite in Brasile nel 1965.

## Teorie sugli UFO e la Terra cava
Siegmeister è diventato popolare per la sua teoria della Terra cava, che ha messo in correlazione con gli UFO. Le sue teorie sono state sviluppate nei libri Flying Saucers from the Earth Enterior e The Hollow Earth, quest'ultimo tradotto in italiano con il titolo Il grande ignoto.
Secondo Siegmeister, la Terra sarebbe cava e all'interno di essa abiterebbe una civiltà molto avanzata. Vi sarebbero due aperture in prossimità dei Poli e vari tunnel sotterranei, che condurrebbero a questo continente interno; l'entrata di uno di questi tunnel sarebbe in Brasile. Gli UFO non proverrebbero da altri mondi, ma dall'interno della Terra; per tale motivo, quest'idea sull'origine degli UFO viene chiamata ipotesi intraterrestre.
La teoria della Terra cava non ha alcun riscontro scientifico e viene relegata nell'ambito della pseudoscienza.
Tra le ipotesi sull'origine degli UFO, quella intraterrestre è stata definita "la più fantasiosa" e in campo ufologico ha pochi sostenitori. Tra essi si può citare John Rhodes, secondo cui i cosiddetti rettiliani, presunti alieni oggetto di varie teorie della cospirazione extraterrestre, non sarebbero di origine spaziale, ma discenderebbero dai dinosauri terrestri e vivrebbero in cavità sotterranee del nostro stesso pianeta. A sostegno delle sue tesi pseudoscientifiche, Rhodes ha fondato un centro di ricerca.

## Libri pubblicati
Siegmeister ha pubblicato 47 libri (alcuni in più volumi), a cui si aggiunge l'introduzione al libro di Julius Hensel intitolato Bread from Stones.

### Titoli
- Agharta, The Subterranean World
- Apollonius The Nazarene - Mystery Man Of The Bible
- Are Chemicals In Drinking Water Menacing Your Health? (1956)
- Are The New Super Sprays Endangering Your Health? (1956)
- Are You Being Poisoned By The Foods You Eat? (1956)
- Bread From Stones - (introduzione)
- Building of Vital Power
- Constipation (3 volumi) - Bernard, Tilden, Others, 1956
- Creation Of The Superman
- Danger We All Face (1960 Revised Edition)
- Danger We All Face: The Radioactive Peril
- Dead Sea Scrolls And The Life Of The Ancient Essene (1956)
- Eat Your Way To Better Health
- Enigma Of Woman
- Entering The Kingdom
- Escape From Destruction; How To Survive In The Atomic Age, 1956
- Flying Saucers From The Earth's Interior
- From Chrishna To Christ
- Geriatrics
- Great Secret Of Count Saint Germain
- Health Through Scientific Nutrition
- Herbal Elixirs Of Life (1966)
- Hollow Earth
- Meat: Eating A Cause Of Disease (1956)
- Mysteries Of Human Reproduction
- Mystery Of Menstruation
- Newest Discoveries In Nutrition
- Nutritional Methods Of Blood Regeneration / Nutritional Sex Control & Rejuvenation (2 volumi)
- Nutritional Methods Of Intestinal Regeneration
- Nutritional Sex Control And Rejuvenation
- Organic Foods For Health (1956)
- Organic Revolution In Nutrition
- Organic Way To Health (4 volumi)
- Physiological Enigma Of Woman: The Mystery Of Menstruation (1961)
- Physiological Methods Of Male And Female Regeneration (1955)
- Pre-Natal Origin Of Genius (1962)
- Pythagoras - The Immortal Sage
- Regeneration
- Rejuvenation Through Dietetic Sex Control
- Revolt Against Chemicals
- Science Discovers The Physiological Value Of Continence
- Secret Life of Jesus the Essene
- Secret Of Rejuvenation: Prof. Brown Sequard's Great Discovery
- Serpent Fire: Awakening Kundalini
- Shall We Eat Bread? (1956)
- Super Foods From Super Soil (1956)
- Super Health Thru Organic Super Food (1958)
- Unknown Life Of Christ (1966)